# Гарсия Аньоверос, Хайме
Хайме Хулиан Гарсия Аньоверос (исп. Jaime Julián García Añoveros; 24 января 1932, Теруэль — 15 марта 2000, Севилья) — испанский экономист и государственный деятель, министр финансов Испании (1979—1982).

## Биография
Окончил юридический факультет Университета Валенсии, в 1956 году защитил докторскую диссертацию в Королевском колледже Сан-Клементе. Был доцентом и адъюнктом в области общественных финансов на юридический факультет в Мадриде. С 1961 году до своей смерти являлся профессором в университете Севильи, сначала в сфере политической экономии и государственных финансов, а с 1971 году — в сфере налогового права.
В 1977—1982 годах являлся депутатом парламента от Союза демократического центра. В 1979—1982 годах — министр финансов Испании. На этом посту играл ведущую роль в разработке и реализация налоговой реформы и модернизации налоговой системы (в частности, введение налога на богатство в 1977 году, налоговое законодательство по доходам физических лиц (НДФЛ) и налога на прибыль в 1978 году) и в вопросах регулирования финансирования автономий.
Также занимал должности советника правительства Перу по налоговой реформе (1964—1965), директора Института регионального развития Университета Севильи (1972), директора научно-исследовательского департамента Banco Уркихо в Севилье.